# Nomenclatura de calles de Buenos Aires de 1808
Las calles de Buenos Aires han sufrido contados cambios masivos en su nomenclatura. Uno de esos cambios fue el de 1808, revertido en 1822.
Como consecuencia directa de la batalla de Trafalgar, que dio a Inglaterra la hegemonía naval a nivel mundial, dos armadas inglesas pretendieron apoderarse —infructuosamente— de Buenos Aires en 1806 y 1807. Son las jornadas que en la Historia Argentina se recuerdan como la Reconquista y la Defensa, genéricamente denominadas Invasiones Inglesas. Aunque Buenos Aires era la cabecera del Virreinato del Río de la Plata, estaba lejos de ser una de las ciudades importantes del imperio español. Apenas ocupaba un rectángulo con unas veintiséis cuadras de frente al Río de la Plata por unas dieciséis de fondo, menos de cuatrocientas cincuenta hectáreas en total.
De todos modos, para Inglaterra significaba poner un pie en los dominios más australes de España, un acceso a las provincias arribeñas y un enclave desde el cual dominar el Atlántico Sur. Las apetencias de la Corona británica por asentarse en estas tierras australes —y que finalmente se concretaron con la ocupación de las Islas Malvinas en 1833— se remontaban en el tiempo. Ya en 1762, el 24 de diciembre, una flota inglesa había fracasado en un intento de ocupar Colonia del Sacramento. En 1765 establecieron Puerto Egmont en Malvinas, de donde se debieron retirar en 1776.
Verse envueltos en estas acciones bélicas mayores y rechazar al enemigo invasor debió haber sido muy significativo para los vecinos de Buenos Aires, pues en 1808 se registra un cambio general en la nomenclatura de las calles porteñas, honrándose en sus nuevos nombres a quienes se destacaron e incluso dieron su vida en ambas jornadas. La nomenclatura anterior correspondía a un ordenamiento general del año 1769.
Los honrados en esta oportunidad fueron los siguientes:
1. Pío Rodríguez (hoy Avenida Santa Fe)
2. Fantín (hoy Marcelo T. de Alvear)
3. Belgrano (hoy Paraguay)
4. Yáñez (hoy Avenida Córdoba)
5. Ocampo (hoy Viamonte)
6. Herrero (hoy Tucumán)
7. Merino (hoy Lavalle)
8. Incháurregui (hoy Avenida Corrientes)
9. Mansilla (hoy Sarmiento)
10. Saénz Valiente (hoy presidente J.D. Perón)
11. Lezica (hoy Bartolomé Mitre)
12. Villota (hoy Hipólito Yrigoyen)
13. Álzaga (hoy Alsina)
14. Villanueva (hoy Moreno)
15. Pirán (hoy Avenida Belgrano)
16. Basualdo (hoy Venezuela)
17. Agüero (hoy México)
18. Capdevila (hoy Chile)
19. Monasterio (hoy Avenida Independencia)
20. Ituarte (hoy Estados Unidos)
21. Iglesias (hoy Carlos Calvo)
22. Núñez (hoy Humberto I)
23. Baragaña (hoy Avenida San Juan)
24. Arze (hoy Veinticinco de Mayo)
25. Gana (hoy Balcarce)
26. Liniers (hoy Reconquista y Defensa)
27. Unquera (hoy Florida y Perú)
28. Lasala (hoy Maipú y Chacabuco)
29. Correa (hoy Esmeralda y Piedras)
30. Parejas (hoy Suipacha y Tacuarí)
31. Ribas (hoy Carlos Pellegrini y Bernardo de Irigoyen)
32. Varela (hoy Cerrito y Lima)
33. Velarde (hoy Libertad y Salta)
34. Irigoyen (hoy Talcahuano y Santiago del Estero)
35. Pazos (hoy Uruguay y San José)
36. Mujica (hoy Paraná y Sáenz Peña)
37. Madema (hoy Montevideo y Virrey Ceballos)
38. Somavilla (hoy Rodríguez Peña y Solís)

Es interesante constatar que en estos nombres que se impusieron a las calles porteñas no se honra únicamente a los fallecidos en combate, como se verifica por ejemplo en los casos de Belgrano o Liniers, mientras que otros, como Varela, sí entregaron su vida en la lucha. Un caso particular, aunque no único, el de Pazos: José Pazos, edecán de Javier de Elío, murió en combate, mientras que Ramón Pazos, ayudante de Santiago de Liniers, sobrevivió. Se supone que al no establecer el nombre de pila de los homenajeados se honraba a ambos. En idéntica situación se encuentran Andrés Ximénez de Mansilla y Lucio Norberto Mansilla, el primero muerto en acción, no así su hijo.
Sin embargo, en 1822 el tono político dominante sugería alejarse de todo resabio hispánico y un acercamiento a Inglaterra, y todos estos nombres fueron suprimidos, en algunos casos reemplazados por batallas de la independencia (Parejas fue renombrada Suipacha y Tacuarí o Lasala, renombrada como Maipú y Chacabuco), u homenajeando a naciones (Ituarte reemplazada por Estados Unidos, Capdevila por Chile, Agüero por México) y hasta continentes (Iglesias reemplazado por Europa), e inclusive ríos (Pazos por Uruguay, Mujica por Paraná, Belgrano por Paraguay).